# Babimost
Babimost [baˈbʲimɔst], tyska: Bomst, är en stad i västra Polen, tillhörande distriktet Powiat zielonogórski i Lubusz vojvodskap, omkring 40 kilometer nordost om Zielona Góra. Tätorten hade 4 025 invånare år 2014, och utgör centralort i en stads- och landskommun med totalt 6 321 invånare samma år.

## Geografi
Staden ligger vid floden Gniła Obra i östra delen av Lubusz vojvodskap, omkring 75 kilometer väster om storstaden Poznań.

## Historia
Orten uppstod omkring år 1000 vid ett vadställe över Gniła Obra, som en bosättning vid en befästning på en ö i floden. Åren 1257 till 1307 tillhörde orten cistercienserklostret Obra, beläget nära Wolsztyn. Klostret lät här anlägga vinodlingar. År 1319 tillföll staden markgrevskapet Brandenburg men blev 1329 del av det schlesiska hertigdömet Glogau. Under Casimir III av Polen blev staden 1335 direkt underställd den polska kronan. Władysław II Jagiełło gav staden stadsrättigheter, någon gång före 1397. 1530 förnyades stadsrättigheterna enligt förebild från Poznań av Sigismund I. 
Intill den gamla staden grundades 1652 en ny stadsdel av protestantiska religionsflyktingar. Under Karl X Gustavs polska krig plundrades staden av svenska soldater, som lät bränna kyrkoherden och kaplanen på bål. Stadens synagoga återuppfördes under 1700-talet. År 1762 föddes den kände polske konstnären Jan Gładysz i staden. 1782 inrättades stadens första protestantiska kyrka. År 1793 blev staden del av Preussen genom Polens andra delning. 1871 hade staden 2 272 invånare. De viktigaste näringarna var väverier och skomakeri samt humle- och vinodling.
Mellan 1818 och Versaillesfreden var staden kretsstad i Landkreis Bomst i provinsen Posen, därefter i Grenzmark Posen-Westpreussen. Vid den sista tyska folkräkningen 1939 hade orten 1 950 invånare, varav omkring 600 polsktalande. Staden förstördes till omkring en tredjedel under slutfasen av andra världskriget, och större delen av invånarna flydde från Röda armén eller tvångsfördrevs efter krigsslutet av de polska myndigheterna. Under slutet av 1940-talet och 1950-talet återbefolkades staden av inflyttande polsktalande. 1957 var invånarantalet åter uppe i 2100 personer.

## Kommunikationer
Zielona Góra-Babimost flygplats, Zielona Góras regionala flygplats, ligger strax söder om staden. Stadens järnvägsstation trafikeras av tåg i ena riktningen mot Zielona Góra och i andra riktningen mot Poznań och vidare mot Warszawa eller Gdynia.